# آنا سيجورا
آنا سيجورا (بالإسبانية: Ana Segura)‏ هي لاعب كرة مضرب إسبانية، ولدت في 5 فبراير 1969.

## وصلات خارجية
- آنا سيجورا على موقع رابطة محترفات التنس (الإنجليزية)
- آنا سيجورا على موقع الاتحاد الدولي لكرة المضرب (الإنجليزية)
- آنا سيجورا على موقع خلاصة التنس.كوم (الإنجليزية)